# Orest Chvol'son
Orest Danilovič Chvol'son o Chwolson (in russo Орест Данилович Хвольсон?; San Pietroburgo, 4 dicembre 1852 – Leningrado, 11 marzo 1934) è stato un fisico russo.
Membro onorario dell'Accademia delle scienze sovietica (1920), è noto soprattutto per essere stato uno dei primi a studiare l'effetto delle lenti gravitazionali.

## Biografia
Orest Chvol'son, figlio dell'orientalista Daniel Chvol'son, si laureò all'Università statale di San Pietroburgo nel 1873. Iniziò ad insegnare nella sua alma mater nel 1876 e divenne professore nel 1891. Scrisse opere su elettricità, magnetismo, fotometria e attinometria. Propose i progetti di un attinometro e di un pireliometro, che sarebbero stati utilizzati dalle stazioni meteorologiche russe per molti anni.
Dopo il 1896, Chvol'son fu principalmente impegnato nella scrittura del Corso di fisica (Курс физики) in cinque volumi, che migliorò enormemente l'insegnamento della fisica in tutto il Paese e rimase un libro di testo principale nelle università per gli anni a venire. È stato anche tradotto in tedesco, francese e spagnolo.
La sua realizzazione più nota fu nel 1924, quando pubblicò uno studio sulle lenti gravitazionali su Astronomische Nachrichten, una rivista scientifica sull'astronomia. Nell'articolo menzionò l'«effetto alone» della gravitazione quando la sorgente, la lente e l'osservatore sono in allineamento quasi perfetto (ora indicato come l'anello di Einstein), anche se non discusse esplicitamente l'uso dell'anello come lente.
Il concetto di lenti gravitazionali non ricevette molta attenzione fino al 1936, quando Albert Einstein scrisse dell'effetto lente gravitazionale.  L'effetto "alone" di una lente gravitazionale, in cui una sorgente (sole o galassia) produce un anello attorno ad un'altra sorgente, è indicato come anello di Chvol'son o anello di Einstein.
Divenne membro onorario dell'Accademia delle scienze dell'URSS, insignito dell'Ordine della Bandiera rossa del lavoro. Il cratere Khvol'son sulla Luna prende il nome da lui.

## Pubblicazioni

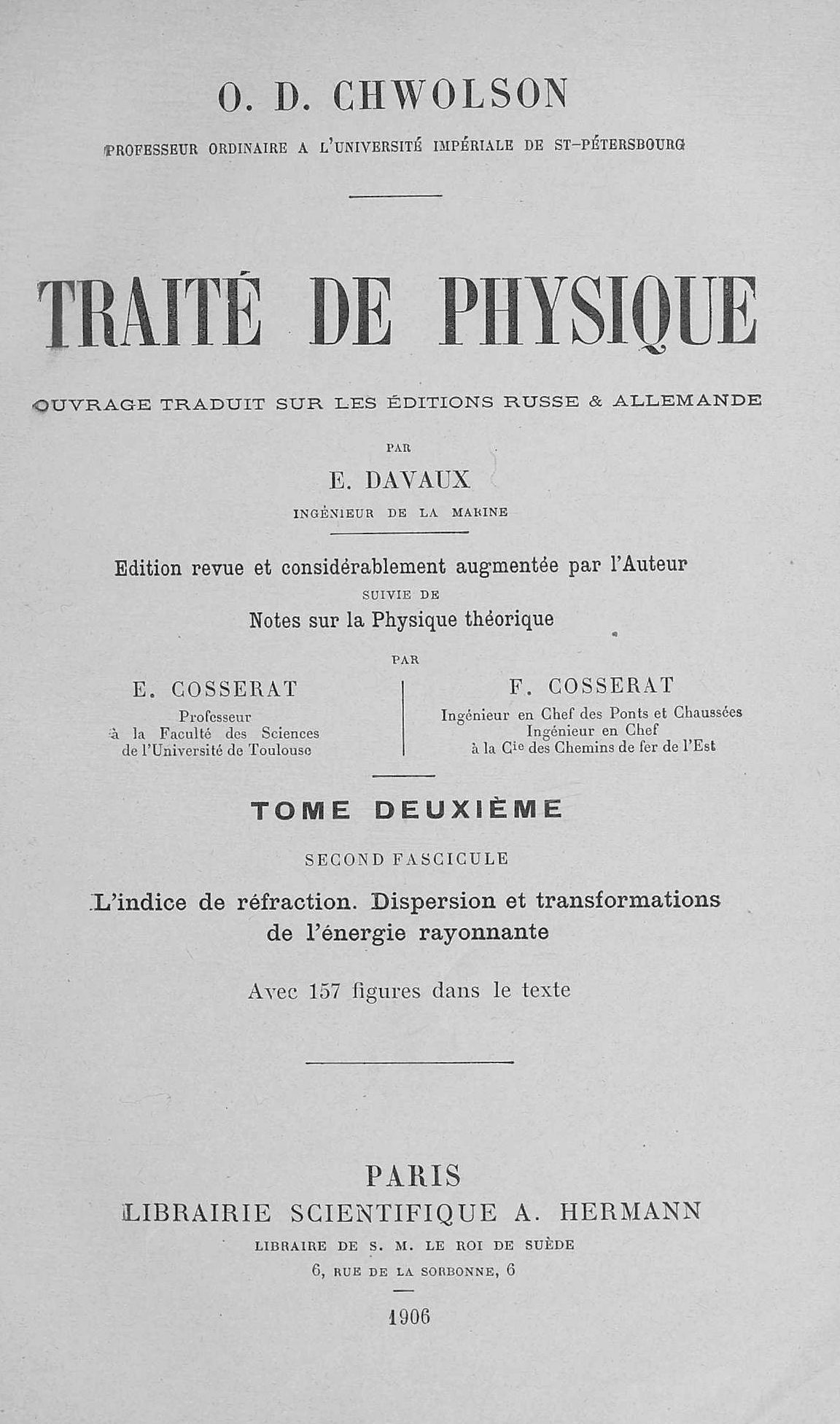
Traité de physique, 1906

- (FR) Lehre von der strahlenden Energie, vol. 2.2, Paris, Librairie scientifique Hermann et C.ie, 1906.
- (FR) Die Lehre von den gasformingen, flussigen und festen Korpern, vol. 1.3, Paris, Librairie scientifique Hermann et C.ie, 1907.
- (FR) Lehre von der strahlenden Energie, vol. 2.4, Paris, Librairie scientifique Hermann et C.ie, 1909.
- (FR) Lehre von der Elektrizität, vol. 4.1, Paris, Librairie scientifique Hermann et C.ie, 1910.
  - (FR) Lehre von der Elektrizität, vol. 4.2, Paris, Librairie scientifique Hermann et C.ie, 1913.
  - (FR) Lehre von der Elektrizität, vol. 5.1, Paris, Librairie scientifique Hermann et C.ie, 1914.
- (FR) Lehre von der Warme, vol. 3.1, Paris, Librairie scientifique Hermann et C.ie, 1909.
  - (FR) Lehre von der Warme, vol. 3.2, Paris, Librairie scientifique Hermann et C.ie, 1910.
  - (FR) Lehre von der Warme, vol. 3.3, Paris, Librairie scientifique Hermann et C.ie, 1911.
- (FR) Lehre von der strahlenden Energie, vol. 2.1, Paris, Librairie scientifique Hermann et C.ie, 1906.
- (FR) Lehre von der strahlenden Energie, vol. 2.3, Paris, Librairie scientifique Hermann et C.ie, 1907.
- (FR) Lehre vom Schall, vol. 1.4, Paris, Librairie scientifique Hermann et C.ie, 1908.
- Über eine mögliche Form fiktiver Doppelsterne, in Astronomische Nachrichten, vol. 221, n. 20, 1924,  pp. 329-330, Bibcode:1924AN....221..329C, DOI:10.1002/asna.19242212003.
- E. Davaux, Traité de physique [Kurs fiziki], traduzione di O.-D. Chwolson, Paris, A. Hermann, 1906–1928. Ospitato su gallica.bnf.fr.